# Stenogyne macrantha
Stenogyne macrantha är en kransblommig växtart som beskrevs av George Bentham. Stenogyne macrantha ingår i släktet Stenogyne och familjen kransblommiga växter. Inga underarter finns listade i Catalogue of Life.